# Lucie Jones
Lucie Bethan Jones, född 20 mars 1991 i Pentyrch nära Cardiff, är en walesisk sångerska, skådespelerska och fotomodell. Hon deltog i den sjätte säsongen av The X Factor år 2009, där hon hamnade på en åttondeplats. Hon representerade Storbritannien i Eurovision Song Contest 2017 i Kiev med låten "Never Give Up on You".